# Нова Казанка
Нова Каза́нка (рос. Новая Казанка) — село у складі Бузулуцького району Оренбурзької області, Росія.

## Населення
Населення — 165 осіб (2010; 188 у 2002).
Національний склад (станом на 2002 рік):
- росіяни — 90 %